# Edoardo Ceria
Edoardo Ceria známý jako Edo (* 26. května 1995, Biella, Itálie) je italský fotbalový útočník, hráč klubu FC Den Bosch.

## Klubová kariéra
- Juventus FC (mládež)
- Juventus FC 2014–2015
- →  FC Den Bosch (hostování) 2014–2015
- Atalanta Bergamasca Calcio 2015–
- →  US Arezzo (hostování) 2015–2016
- →  FeralpiSalò (hostování) 2016
- →  FC Spartak Trnava (hostování) 2016[1]
- FC Den Bosch 2017–[2]

## Reprezentační kariéra
Ceria reprezentoval Itálii v mládežnických kategoriích U18 a U19.